# قصد
القصد لغة الاستقامة. وأهل العربية يشترطون القصد في الدلالة فما يفهم من غير قصد من المتكلّم لا يكون مدلولا للفظ عندهم، فإنّ الدلالة عندهم هي فهم المراد لا فهم المعنى مطلقا، بخلاف المنطقيين، فإنّها عندهم فهم المعنى مطلقا سواء أراده المتكلّم أولا. وقيل ليس المراد أنّ القصد معتبر عندهم في أصل الدلالة حتى يتوجه أنّ الدلالة ليست إلّا فهم المعنى من اللفظ، بل إنّها غير معتبرة إذا لم يقارن القصد، فكأنّه لا يكون مدلولا عندهم.